# Revenge of the Creature
Revenge of the Creature (prt: A Vingança do Monstro; bra: A Revanche do Monstro) é um filme estadunidense de 1955 do gênero terror, dirigido por Jack Arnold. É a primeira sequência do clássico de ficção científica Creature from the Black Lagoon.

## Sinopse
A história dá sequência à aventura anterior, quando um grupo de cientistas encontrou na Amazônia um ser anfíbio, meio homem, meio peixe. A criatura fora baleada e dada como morta, mas agora se descobre que ela sobreviveu. Feito prisioneira, ela foi levada para um laboratório na Flórida. Após várias tentativas de humanizá-la ou até mesmo domesticá-la, a criatura sai de controle. Escapa do laboratório e tenta chegar ao mar, mas começa a sofrer uma intensa perseguição.

## Elenco
- John Agar - Prof. Clete Ferguson
- Lori Nelson  - Helen Dobson
- John Bromfield - Joe Hayes
- Nestor Paiva  - Lucas